# Timočka Krajina

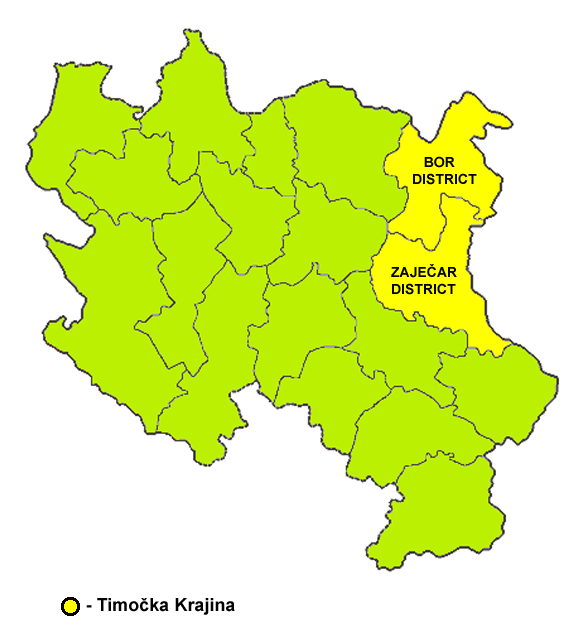
Situation de la Timočka Krajina en Serbie centrale

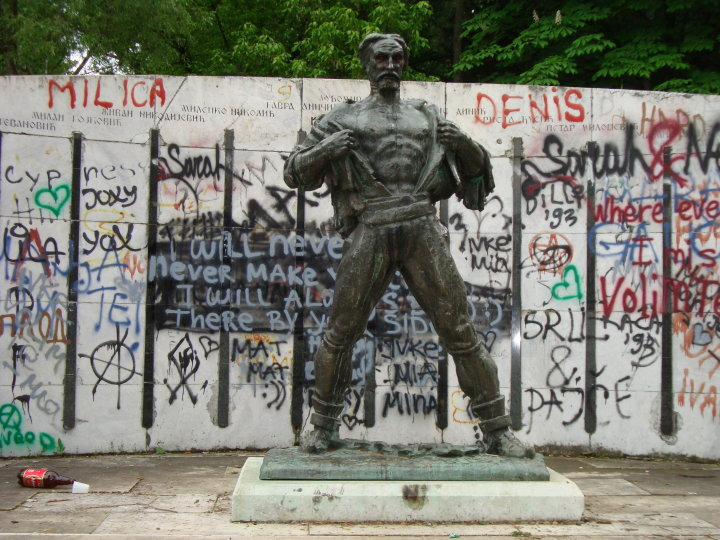
Monument aux participants de la rébellion de Timočka, Zaječar, d'Antun Augustinčić

La Timočka Krajina, en serbe cyrillique Тимочка Крајина, est une région géographique située à l'est de la Serbie. Selon le recensement de 2002, la Timočka Krajina comptait 284 112 habitants.

## Histoire
Le nom de Timočka Krajina signifiant en serbe la « marche-frontière du Timok » provient du grec byzantin Timachion (νομός Τιμαχιών) signifiant « district des Timochènes », évocation des habitants du bassin du Timakhos (Timok) : le mot slave krajina (aussi à l'origine du nom de l'Ukraine) a pu être germanisé en Krain (notamment sur les cartes des Habsbourg) et de là, francisé en Carniole (notamment sur les cartes napoléoniennes), d'où l'expression de Carniole serbe ou Carniole des Portes de fer. Aujourd'hui en Serbie le nom de krajina désigne la proximité des frontières serbes avec la Roumanie et la Bulgarie. La région est aussi appelée Тимошко (Timochko) en bulgare, tsara Timocenirlu en valaque et valea Timocului en roumain.
Entre 1918 et 1922, la région était divisée entre deux districts du royaume des Serbes, Croates et Slovènes : au Nord-Est le district de la Krajina, chef-lieu Negotin, et au Sud-Ouest le district du Timok, chef-lieu Zaječar. En 1922, ces deux districts furent réunis dans l'oblast du Timok, avec comme capitale Zaječar ; ce district exista jusqu'en 1929, date à laquelle il fut intégré dans la banovine de la Morava nouvellement formée, avec comme capitale la ville de Niš. Aujourd'hui, la région est de nouveau partagée entre deux districts : le district de Bor, avec comme centre administratif la ville de Bor, et le district de Zaječar, avec comme centre administratif la ville de Zaječar.

## Géographie
La Timočka Krajina comprend les huit municipalités suivantes :
- Zaječar
- Bor
- Negotin
- Knjaževac
- Sokobanja
- Kladovo
- Boljevac
- Majdanpek

La principale ville de la région est Zaječar.

## Langues (2002)
- Serbes = 243 148 (85,58 %)
- Roumains = 23 604 (8,31 %)
- Roms = 2 723 (0,96 %)[2].

Traditionnellement, les habitants Serbes de la Timočka Krajina parlent le torlakien, dialecte des langues slaves méridionales qui leur permet de pratiquer aussi bien le serbe standard que le bulgare, tandis que les habitants Romanophones se partagent entre deux dialectes est-romans : l'aroumain et le roumain. Les locuteurs du premier, nommés « Vlaches » (en serbe Влаши ou Vlaši, en aroumain armāńi) sont comptés comme « Valaques » tout court tandis que les locuteurs du second, appelés « Vlasses » (en serbe Власи ou Vlassi, en roumain rumāńi) sont comptés en Voïvodine comme « Minorité roumaine de Serbie » tandis que dans la Timočka Krajina ils sont comptés comme « Serbes de langue valaque » ou comme « Valaques de Serbie ». Le 30 juillet 2007, sur les 243 148 Serbes de la Timočka Krajina, environ 141 000 soit 58 % ont déclaré être d'origine être d'origine roumaine (de ńjam rumāńesc),.

## Religion
La religion presque exclusive de la région est le christianisme orthodoxe, sous l'obédience de l'Église orthodoxe serbe (patriarcat de Belgrade).

## Économie
La région est riche en cuivre et en or, surtout autour de Bor et de Majdanpek.

## Galerie de photographies

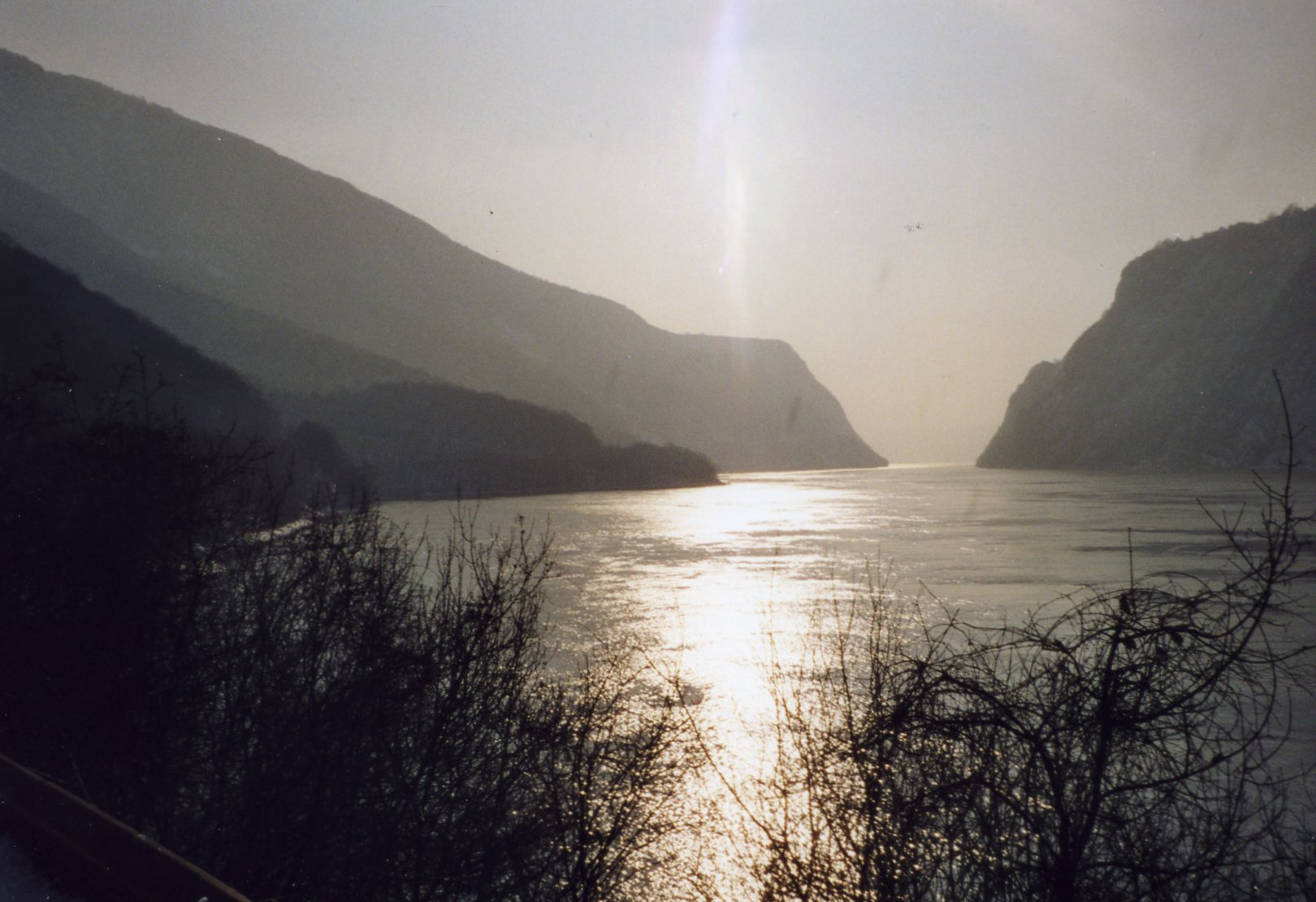
Les Portes de Fer
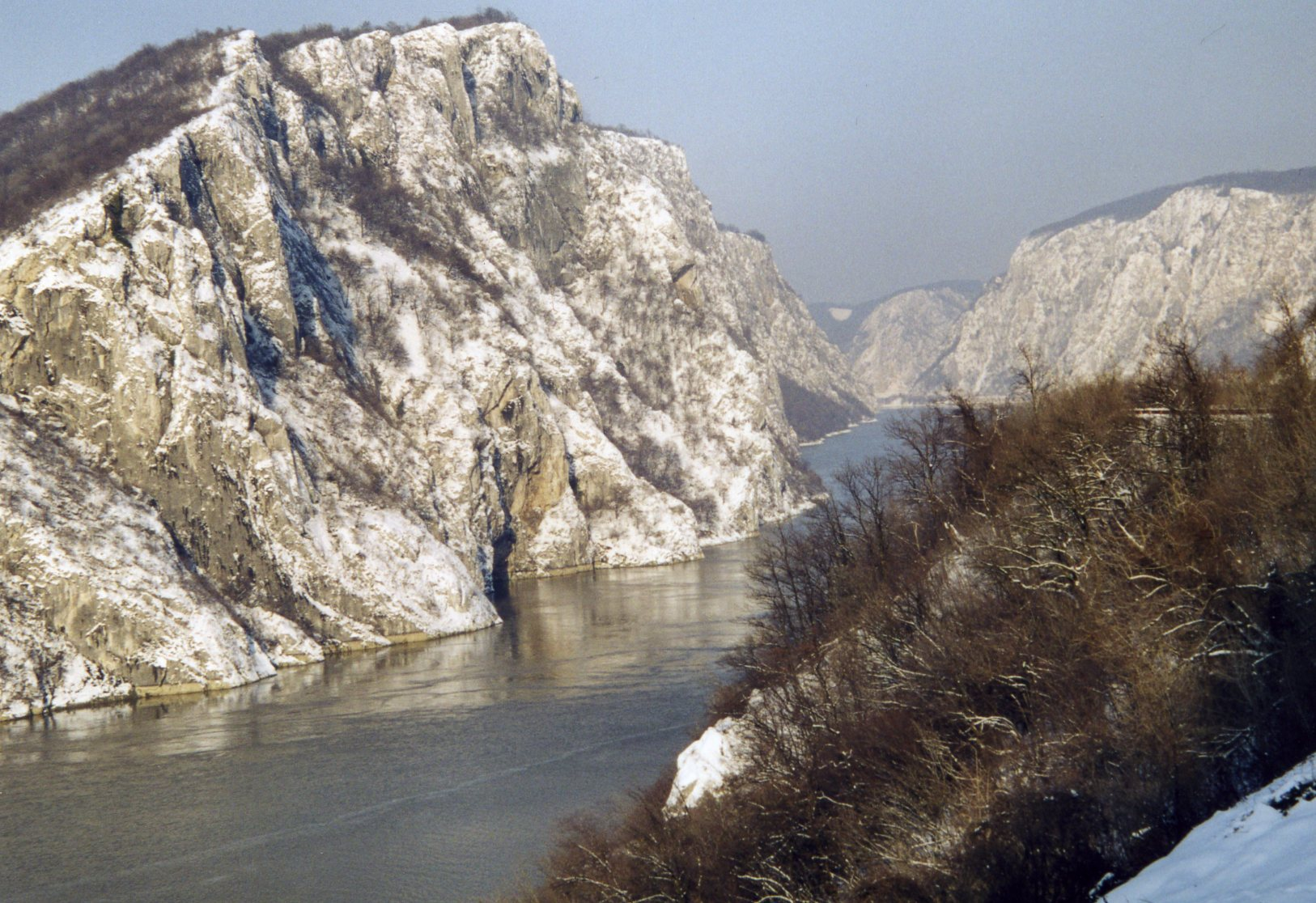
Le défilé de Kazan
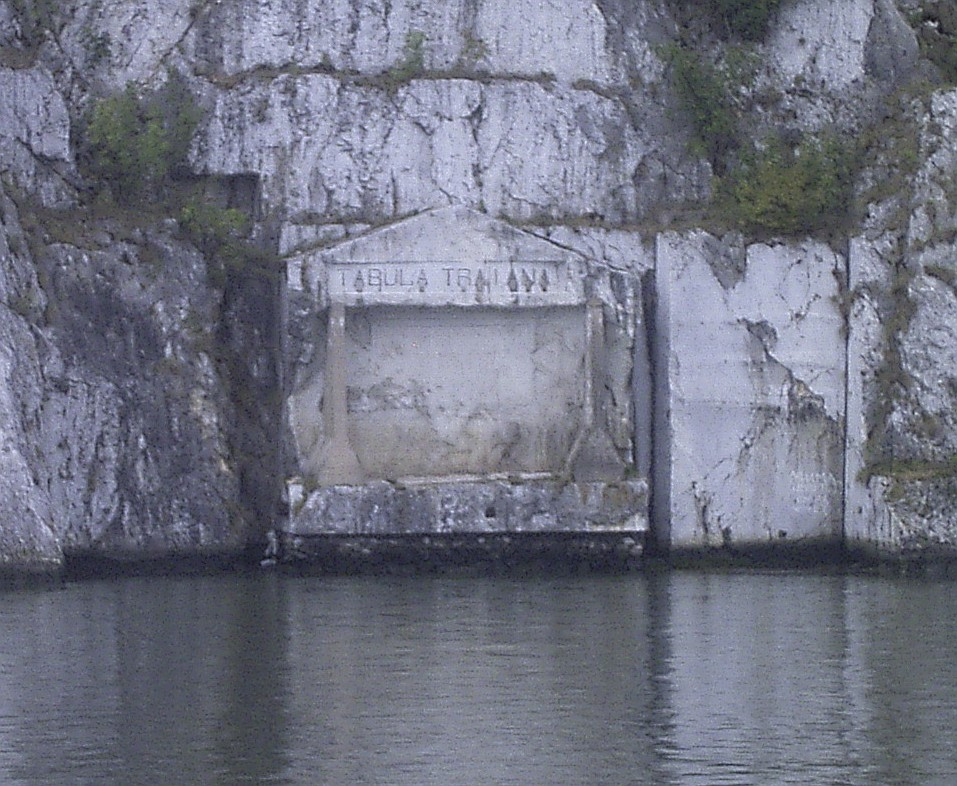
La Tabula Traiana
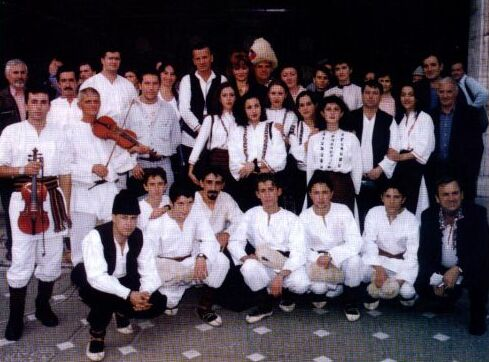
Musiciens et danseurs vlasi de Jakubovats
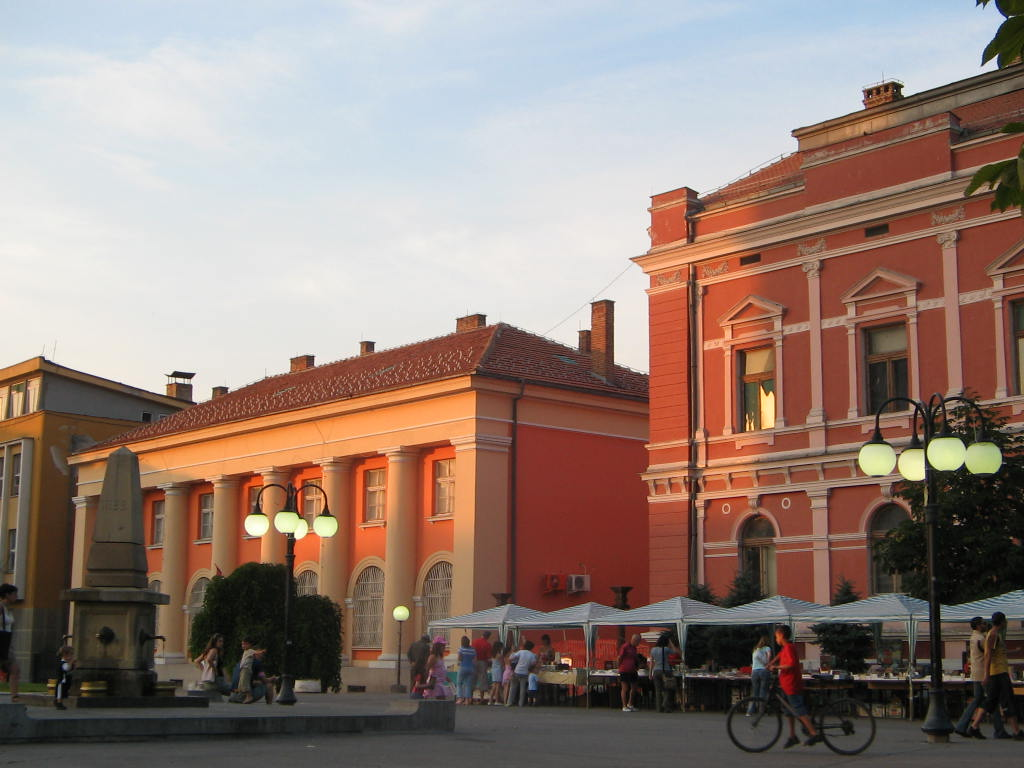
Le centre-ville de Zaječar
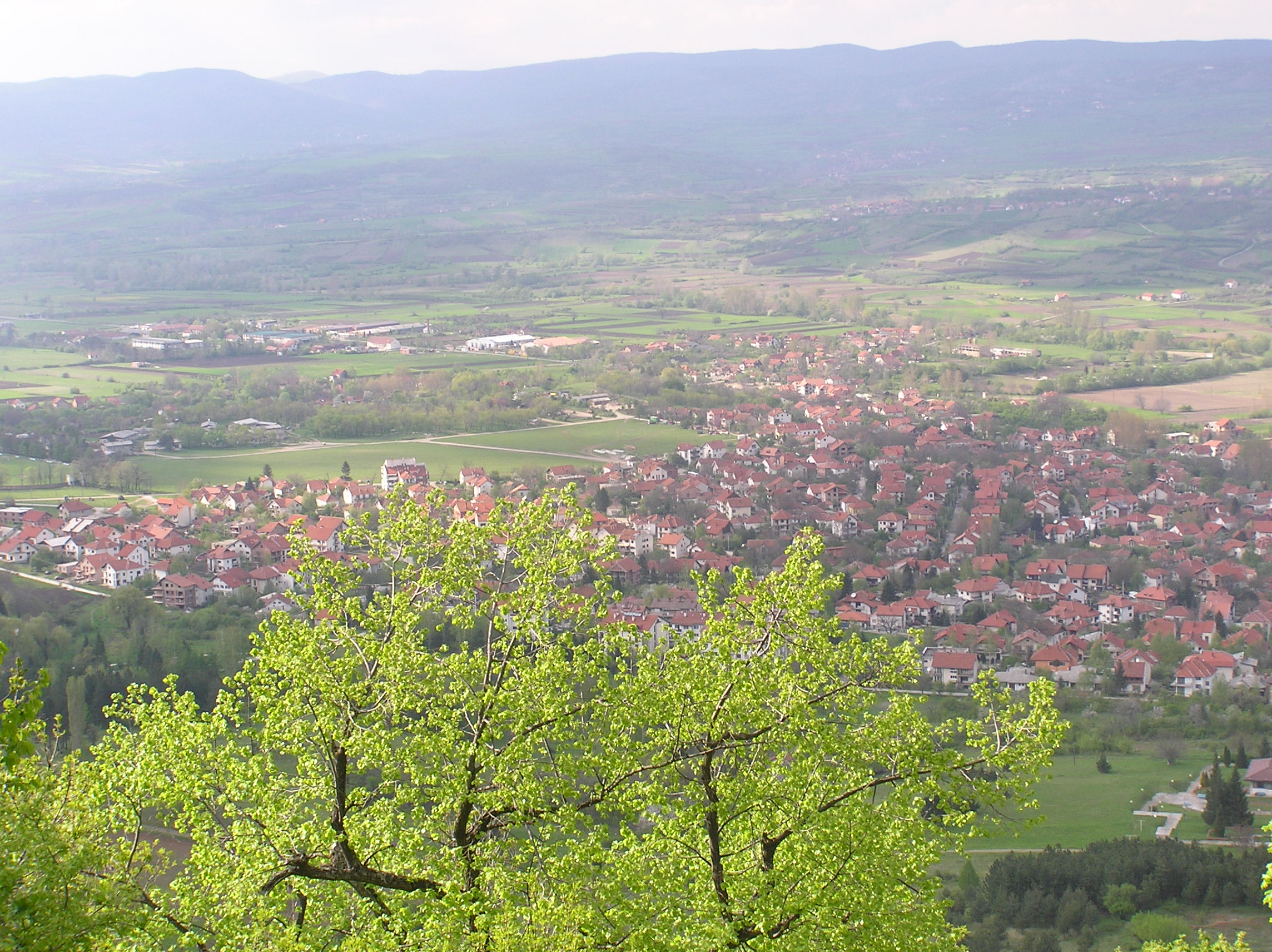
Vue générale de Sokobanja
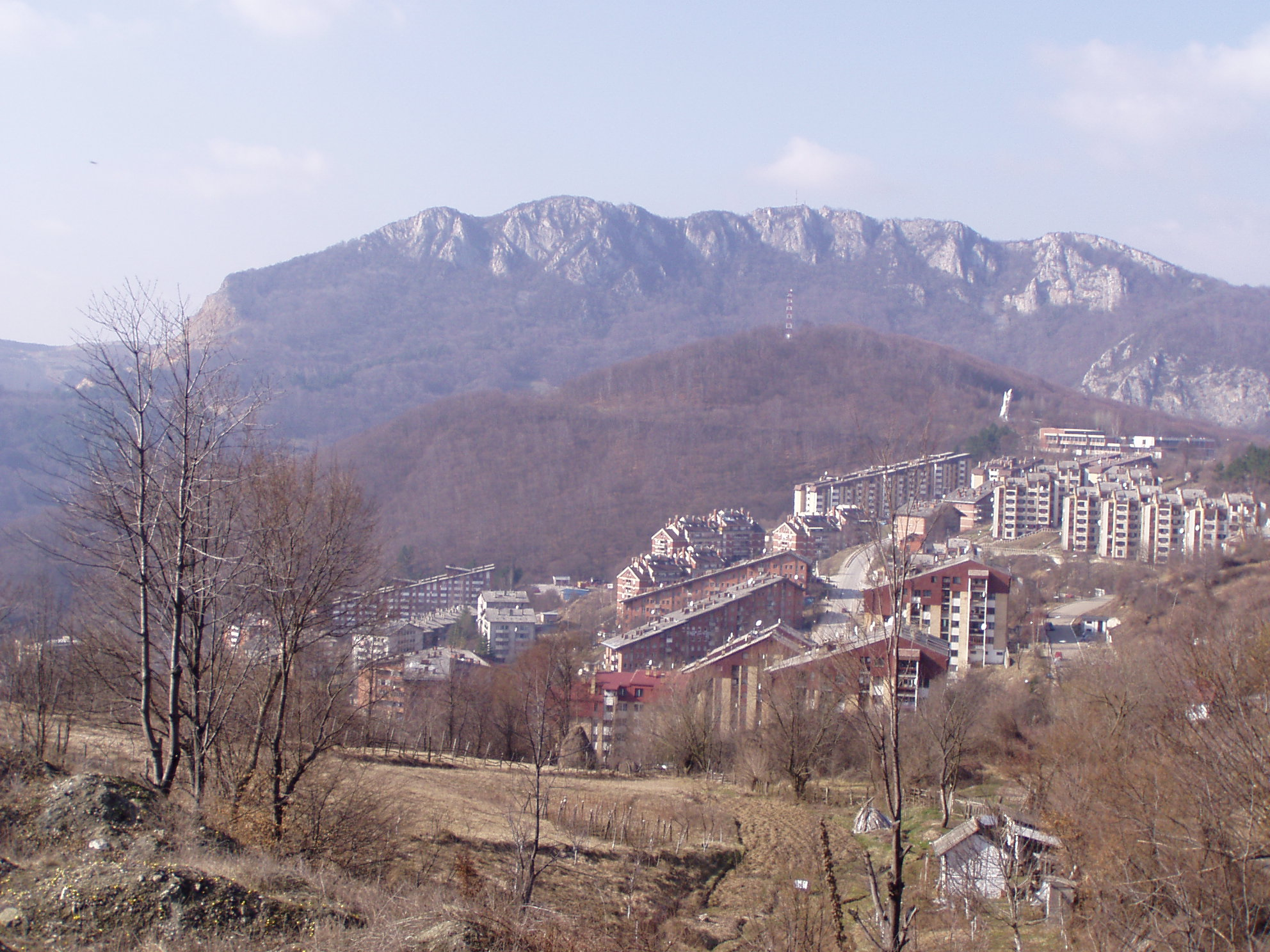
Vue générale de Majdanpek